# Зимовий чемпіонат СРСР з метань 1988

## Медалісти

### Чоловіки
| Дисципліна     | Золото                         | Золото | Срібло                                  | Срібло | Бронза                                    | Бронза |
| -------------- | ------------------------------ | ------ | --------------------------------------- | ------ | ----------------------------------------- | ------ |
| Метання диска  | Вацлавас Кідікас Литовська РСР | 66,86  | Володимир Зінченко УРСР Запорізька обл. | 65,56  | Дмитро Ковцун УРСР Київ                   | 65,10  |
| Метання молота | Сергій Алай Білоруська РСР     | 78,52  | Бенямінас Вілуцкіс Литовська РСР        | 78,22  | Сергій Дорожон УРСР Дніпропетровська обл. | 77,94  |
| Метання списа  | Юрій Рибін РРФСР               | 81,28  | Микола Косянок Білоруська РСР           | 80,20  | Олег Пахоль РРФСР                         | 79,86  |

### Жінки
| Дисципліна    | Золото                           | Золото | Срібло                           | Срібло | Бронза                      | Бронза |
| ------------- | -------------------------------- | ------ | -------------------------------- | ------ | --------------------------- | ------ |
| Метання диска | Ольга Давидова РРФСР             | 64,38  | Галина Мурашова Литовська РСР    | 63,96  | Тетяна Белова РРФСР         | 61,48  |
| Метання списа | Наталія Єрмолович Білоруська РСР | 63,04  | Наталія Шиколенко Білоруська РСР | 61,38  | Олена Бєздєнєжних Ленінград | 61,36  |

## Медальний залік
| Команда        |   |   |   | Загалом |
| -------------- | - | - | - | ------- |
| Білоруська РСР | 2 | 2 | 0 | 4       |
| РРФСР          | 2 | 0 | 2 | 4       |
| Литовська РСР  | 1 | 2 | 0 | 3       |
| УРСР           | 0 | 1 | 2 | 3       |
| Ленінград      | 0 | 0 | 1 | 1       |

## Командний залік
Командний залік офіційно не визначався.